# Argyroeides fuscipes
Argyroeides fuscipes là một loài bướm đêm thuộc phân họ Arctiinae, họ Erebidae.